# Tempestade ígnea

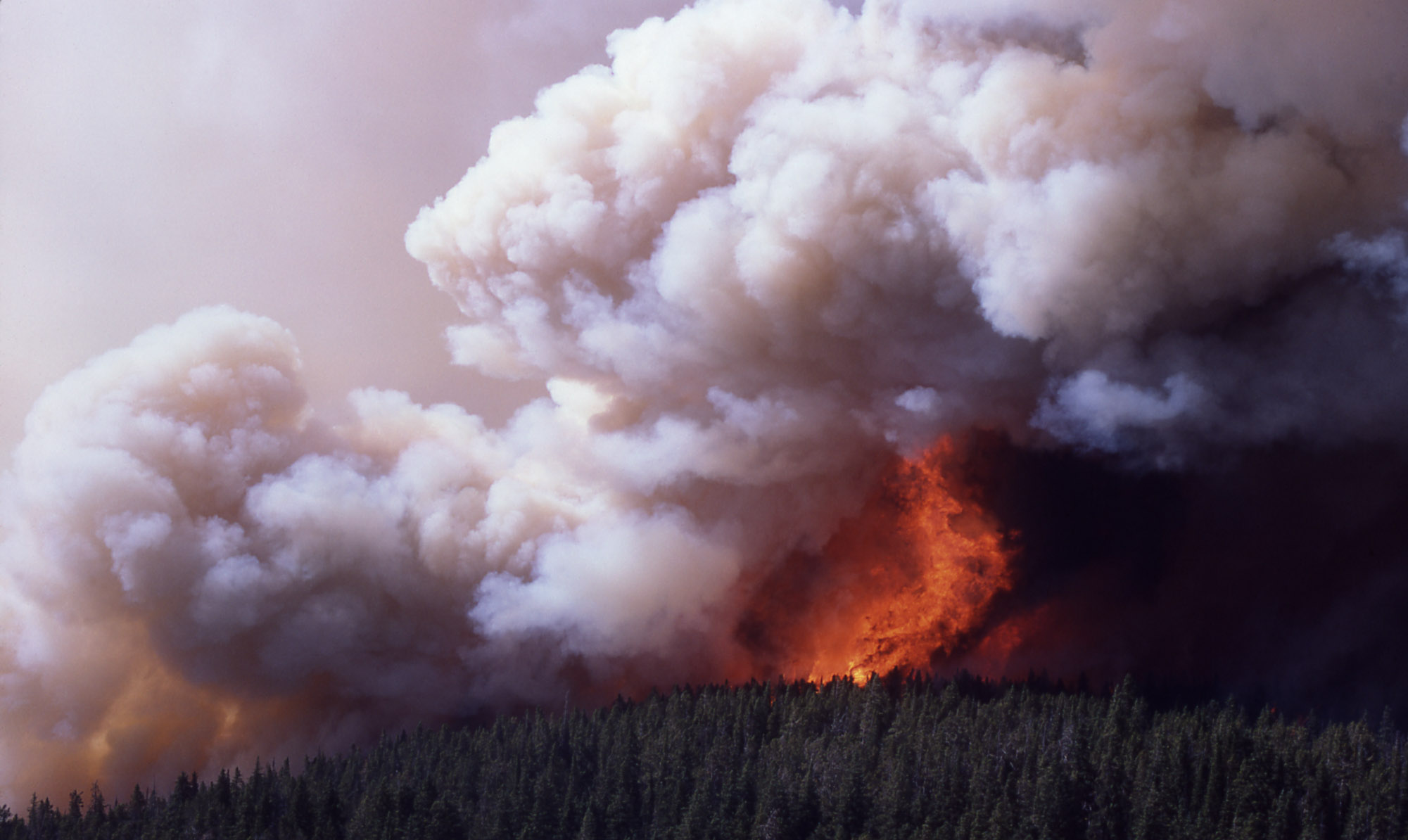
Uma tempestade de fogo durante os Incêndios de 1988 no Parque Nacional de Yellowstone, Wyoming, Estados Unidos.

Tempestade ígnea ou tempestade de fogo é um incêndio que atinge tal intensidade que cria e sustenta seu próprio sistema de vento. É mais comum como um fenômeno natural, criado durante enormes incêndios florestais. As Queimadas do Sábado Negro, na Austrália, e o Grande Incêndio de Peshtigo, nos Estados Unidos, são exemplos de tempestades ígneas, assim como ocorreu após o terremoto de 1906 em São Francisco, Califórnia. Tempestades de fogo também podem ser efeitos deliberados de explosivos direcionados, como ocorreu como resultado dos bombardeamentos incendiários de Hamburgo e Dresden, na Alemanha, e da Operação Meetinghouse contra Tóquio e do bombardeio atômico de Hiroshima, no Japão.